# Georg Deycke

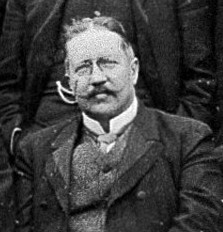
Georg Deycke

Georg Deycke Pascha (* 21. Dezember 1865 in Hamburg; † 4. Februar 1938 in Murrhardt) war ein deutscher Internist und Tuberkuloseforscher.

## Leben
Georg Deycke studierte Medizin an der Albert-Ludwigs-Universität Freiburg und der Kaiser-Wilhelms-Universität Straßburg. Er wurde Mitglied des Corps Hasso-Borussia Freiburg und des Corps Rhenania Straßburg. 1893 wurde er an der Christian-Albrechts-Universität zu Kiel zum Dr. med. promoviert. Nach Abschluss des Studiums war er zunächst in Hamburgs Allgemeinem Krankenhaus Eppendorf tätig. Mit Heinrich Albers-Schönberg begründete er dort die Fachzeitschrift Fortschritte auf dem Gebiet der Röntgenstrahlen und bildgebenden Verfahren. Ab 1898 war er Chefarzt der Inneren Abteilung für Innere Medizin und des wissenschaftlichen Laboratoriums der Militärmedizinischen Akademie Gülhane in Konstantinopel. 1904 folgte er Robert Rieder, mit dem Deycke schon 1898 nach Istanbul gekommen war, als Direktor dieser Einrichtung. Er erhielt wie Rieder den osmanischen Ehrentitel Pascha.
1907 kehrte er nach Hamburg zurück. Im Jahr darauf übernahm er die Leitung eines Lepraasyls in Britisch-Guayana. Von 1909 bis 1912 war er in der Hamburgischen Stiftung für Forschungszwecke tätig, danach als Oberarzt der Inneren Abteilung des Eppendorfer Krankenhauses. 1913 wurde er Direktor des Allgemeinen Krankenhauses in Lübeck. Von 1921 bis 1926 war er Vorsitzender des Ärztlichen Vereins zu Lübeck. Deycke wurde 1930 im Zusammenhang mit dem Lübecker Impfunglück im Calmette-Prozess angeklagt. Am 6. Februar 1932 wurde er zu zwei Jahren Haft verurteilt, die er aus Gesundheitsgründen nicht antreten musste. Nach seiner Verurteilung durch das Reichsgericht verließ er 1933 Lübeck. Das Urteil ist bei der Ärztekammer Hamburg und in der Zentralen Hochschulbibliothek Lübeck erhalten. Fünf Jahre später starb er im Alter von 73 Jahren in Württemberg.

## Veröffentlichungen (Auswahl)
- Zur Theorie und Praxis der immunisierenden Behandlung der Lepra mit Nastin. Johann Ambrosius Barth Verlag, Leipzig 1907.
- Praktisches Lehrbuch der Tuberkulose. Springer, Berlin 1920.
- Die Beziehungen der Lepra zur Tuberkulose. Leipzig 1915.